# Якор
Я́кор (каз. Якорь) — село у складі Кизилжарського району Північноказахстанської області Казахстану. Адміністративний центр Якорського сільського округу.
Населення — 2060 осіб (2021; 2174 у 2009, 2180 у 1999, 2553 у 1989).
Національний склад станом на 1989 рік:
- росіяни — 71 %.